# Corcelles-les-Arts
Corcelles-les-Arts település Franciaországban, Côte-d’Or megyében. Lakosainak száma 435 fő (2022. január 1.). Corcelles-les-Arts Meursault, Puligny-Montrachet, Ébaty, Merceuil, Chaudenay és Demigny községekkel határos.

## Népesség
A település népességének változása:
| Lakosok száma | 230  | 295  | 409  | 475  | 455  | 474  | 462  | 452  | 441  | 435  |
|               | 1968 | 1982 | 1999 | 2006 | 2011 | 2015 | 2017 | 2018 | 2020 | 2022 |